# Флорина, Евгения Ефремовна
 Евгения Ефремовна Флорина (1928—1976) — звеньевая совхоза имени Дзержинского Дубоссарского района Молдавской ССР. Герой Социалистического Труда (15.02.1957).

## Биография
Родилась в 1928 (по другим данным – 1929) году в селе Большой Фонтан Дубоссарского района Молдавской АССР Украинской ССР (ныне – микрорайон города Дубоссары Дубоссарского района непризнанной Приднестровской Молдавской Республики). Украинка. После возвращения Бессарабии в состав СССР в 1940 году образовалась Молдавская ССР, в которую вошёл и Дубоссарский район. Во время Великой Отечественной войны пережила немецко-румынскую оккупацию (1941–1944).
После окончания семилетней школы трудилась в совхозе имени Дзержинского Дубоссарского района, организованном в её родном селе. С 1949 года – звеньевая в садоводческой бригаде. За шестью членами звена было закреплено 6 гектаров плодоносящего сада. Участок сада содержали в образцовом состоянии, все работы по уходу за деревьями проводили в лучшие агротехнические сроки. Дисциплина труда в коллективе была на самом высоком уровне, и во всём этом была большая заслуга звеньевой.
В 1953 году с каждого гектара было собрано по 234 центнера яблок, в 1954 году – по 210, в 1955 году – по 300, в 1956 году – по 320 центнеров с гектара, первым сортом государству было сдано 70 процентов урожая против 15 процентов в 1949 году.
Указом Президиума Верховного Совета СССР от 15 февраля 1957 года за выдающиеся успехи, достигнутые в деле подъема всех отраслей сельского хозяйства, широкое применение достижений науки и передового опыта в сельскохозяйственном производстве, получение высоких урожаев сельскохозяйственных культур и повышение продуктивности общественного животноводства Флориной Евгении Ефремовне присвоено звание Героя Социалистического Труда с вручением ордена Ленина и золотой медали «Серп и Молот».
За успехи, достигнутые в увеличении производства и заготовок винограда, плодов и овощей, по итогам выполнения семилетнего плана (1959-1965) награждена вторым орденом Ленина.
Делегат IX (1960), X (1961), XI (1963) съездов Компартии Молдавии. Избиралась депутатом местных Советов депутатов трудящихся.
Жила в селе Дзержинское. Умерла в 1976 году, похоронена Дубоссарский район ныне непризнанной Приднестровской Молдавской Республики.

## Награды
- Золотая медаль «Серп и Молот»(15.02.1957)
- Орден Ленина (15.02.1957)
- Орден Ленина (30.04.1966)
- Медаль «В ознаменование 100-летия со дня рождения Владимира Ильича Ленина» (6 апреля 1970)
- Медаль «За трудовую доблесть» (26.04.1963)
- Медаль «Ветеран труда»
- медалями ВДНХ СССР:
- Почётной грамотой Президиума Верховного Совета Молдавской ССР.

## Память
- На могиле установлен надгробный памятник
- В мае 2017 года в Дубоссарах была открыта Доска почёта Героев Социалистического Труда, на которой размещён портрет Героя[1].